# Terbi
Terbi è un monte situato nello Stato della Costa Rica, in America Centrale.
È alto 3.761 m ed è il 2° monte più alto della Costa Rica.